# Grahovo (Velika Kladuša)
Grahovo falu Bosznia-Hercegovinában, a Bosznia-hercegovinai Föderáció Una-Szanai kantonjában. Közigazgatásilag Velika Kladušához tartozik.

## Fekvése
Bosznia-Hercegovina északnyugati részén, Bihácstól légvonalban 36, közúton 53 km-re északra, Velika Kladušától légvonalban 5, közúton 7 km-re délkeletre levő dombos, erdős vidéken fekszik. 

## Népessége
| Nemzetiségi csoport | Népesség 1991 | Népesség 2013 |
| ------------------- | ------------- | ------------- |
| Szerb               | 5             | 0             |
| Bosnyák             | 846           | 518           |
| Horvát              | 6             | 2             |
| Jugoszláv           | 10            | 0             |
| Egyéb               | 2             | 90            |
| Összesen            | 869           | 610           |

## Története
1957-ig Grahovóban egy fából készült mecset állt, amelyet nádtetővel fedtek. Ugyanebben az évben új mecset épült ebben a gyülekezetben, mivel nem tudta kielégíteni a gyülekezet igényeit, egy új, nagyobb mecset építése kezdődött meg. Az építkezés öt évig tartott, a hivatalos megnyitó 1988. október 30-án volt. A gyülekezetnek ma mintegy 300 háztartása van. Számos tevékenység zajlik a gyülekezetben, valamint olyan feladatok, amelyeket ez a gyülekezet hajt végre. A befejezett projektek egy része a mosdók, a gusulhana építése, a hárem és a bekötőút rendezése. A terv a régi mecset helyreállítása. Az imámi szolgálatot jelenleg Osman Đogić efendi látja el.

## Oktatás
Az OŠ „Sead Ćehić“ Grahovo általános iskolát még OŠ „9. maj“1954-ben alapították. Mai nevét 1995 óta viseli. A névadó 1992. április 22-én halt meg Bosanska Krupa védelmében, agy a háború első áldozatának tekintik az USK területén. Az iskolában évről évre csökken a tanulólétszám. A 2021/22-es tanév végén 227, míg a 2022/23-as tanév elején 207 tanuló járt az iskolába. Félő, hogy a létszámcsökkentés az iskola marjanovaci körzeti iskolájának bezárásához vezet, ahol a hármas kombinációban jelenleg mindössze 9 diák követi a tanórákat.

## Nevezetességei
A mecset kupolás épület, méretei 15x13 méter, a minaret magassága 32,5 méter. A mecset körülbelül 500 hívő befogadására alkalmas, mindennel fel van szerelve, ami egy mecsetben kell, hogy legyen.